# ヴィアティン三重バスケットボール
ヴィアティン三重バスケットボール（ヴィアティンみえバスケットボール、英: Veertien Mie Basketball）は、三重県四日市市、津市、桑名市、東員町をホームタウンとするプロバスケットボールチーム。運営法人は株式会社ヴィアティン三重BB。2020年に創設され、現在はB3リーグに所属している。呼称はヴィアティン三重。

## 概要
総合型スポーツクラブであるヴィアティンスポーツクラブが、2020年3月に設立。2022年7月1日より「ヴィアティン三重ファミリークラブ」から主たる事業をバスケットボールチーム運営とする部門が独立。新会社「ヴィアティン三重BB」が発足し、運営している。2022-23シーズンより三重県のチームとして初めてB3リーグに参入。

### ユニフォームスポンサー（2023-24シーズン）
- 背面：ヤマモリ（背番号上部）、日本生命保険（選手名下部）
- パンツ：四日市市（右前腰部）、一中（右前太もも上）、GLOBAX（右前太もも下）、美鹿山荘（左前上）、新日本工業（左前下）

#### ユニフォームサプライヤー
- 2022年[2] - 2025年：B-Five
- 2025年[3] - 現在：TRES

#### 歴代ユニフォーム
| HOME      | HOME      | HOME      | HOME      | HOME |
| --------- | --------- | --------- | --------- | ---- |
| 2022 - 23 | 2023 - 24 | 2024 - 25 | 2025 - 26 |      |
|           |           |           |           |      |

| AWAY      | AWAY      | AWAY      | AWAY      | AWAY |
| --------- | --------- | --------- | --------- | ---- |
| 2022 - 23 | 2023 - 24 | 2024 - 25 | 2025 - 26 |      |
|           |           |           |           |      |

| 2022 - 23 3rd | 2023 - 24 3rd Presented by TOYO TIRES |
|               |                                       |

### ホームアリーナ
| シーズン | リーグ | 全体の ホームゲーム数 | 四日市 | その他の会場                                                           | ポストシーズン |
| 2022-23  | B3     | 26                    | 2      | 安濃：15 久居：5 サオリーナ：2 東員：2                                 |                |
| 2023-24  | B3     | 26                    | 2      | 安濃：8 久居：6 サオリーナ：4 東員：4 サンアリーナ：2                  |                |
| 2024-25  | B3     | 26                    | 4      | 安濃：4 サオリーナ：6 東員：6 サンアリーナ：2 四日市中央第2：2 鈴鹿：2 |                |

会場凡例
- 四日市 - 四日市市総合体育館
- 安濃 - 安濃中央総合公園内体育館
- 久居 - 津市久居体育館
- サオリーナ - 日硝ハイウエーアリーナ（サオリーナ）サブ
- 東員 - 東員町総合体育館
- サンアリーナ - 三重県営サンアリーナ
- 四日市中央第2 - 四日市市中央第2体育館
- 鈴鹿 - AGF鈴鹿体育館（鈴鹿市立体育館）

## 歴史

### 創設 - B3参入まで
- 2020年（令和2年）
  - 天皇杯三重県予選で優勝[4]、東海総合チャンピオンシップでは地域リーグ上位チームも参加する中で優勝[5]。さらに東海・北信越リーグ参入決定戦を制し、2021年の東海・北信越リーグ参入を確実にした[6]。
- 2021年（令和3年）
  - 東海・北信越地域リーグへ参戦。天皇杯三重県予選ではB.LEAGUE参入を目指し2019年に発足したランポーレ三重を決勝で下し2連覇[7]。B3リーグ 2022-23シーズン公式試合参加資格・第1次審査に合格[8]。
- 2022年（令和4年）
  - 4月14日 - B3リーグ 2022-23シーズン公式試合参加資格・最終審査に合格[9]。
  - 4月20日 - B3リーグ理事会から2022-23シーズンからのB3リーグ入会を東京ユナイテッドバスケットボールクラブ、立川ダイス、湘南ユナイテッドBCと共に承認された[10]。

### B3リーグ

#### 2022-23シーズン
スローガン：The new wind blow.We are Veertien!
玖田将夫がヘッドコーチに就任。B3参入前から在籍していた選手を多く残留させ開幕を迎えた。レギュラーシーズンは開幕から3連勝とスタートダッシュに成功したがその後8連敗。上位チームからはなかなか勝利を挙げることが出来ず、16チーム中10位で参入初年度のシーズンを終えた。

#### 2023-24シーズン
スローガン：Just move on！
玖田体制2年目。川尻、粂、川田、佐脇、河井、高松、溝口、向後、坂本、マーティンが残留。ヘイモンド、アーティソン、佐々木、松浦、伊藤が退団。阿部が引退。田中勇樹、フィリップ・アブ、ダモンテ・ドッド、ジャスティン・ピアース、宮﨑恭行が新たに加入した。

## 選手とスタッフ

### 現行ロースター
| 記号説明 |                           |  |                           |
|          | チームキャプテン          |  | (C) オフコートキャプテン  |
|          | 故障者                    |  | (+) シーズン途中契約      |
|          | (S) 出場停止              |  | (帰) 帰化選手             |
|          | (ア) アジア特別枠選手     |  | (申) 帰化申請中選手（B3） |
|          | (特) 特別指定選手         |  | (留) 留学実績選手（B3）   |
|          | (育) ユース育成特別枠選手 |  | (U) U22枠選手             |

公式サイト
| - ロースター - スタッフ - スタッツ - 故障者リスト | - 選手契約登録規程 B1.B2 / B3 - FA選手リスト |